# William Mitchell (sochař)

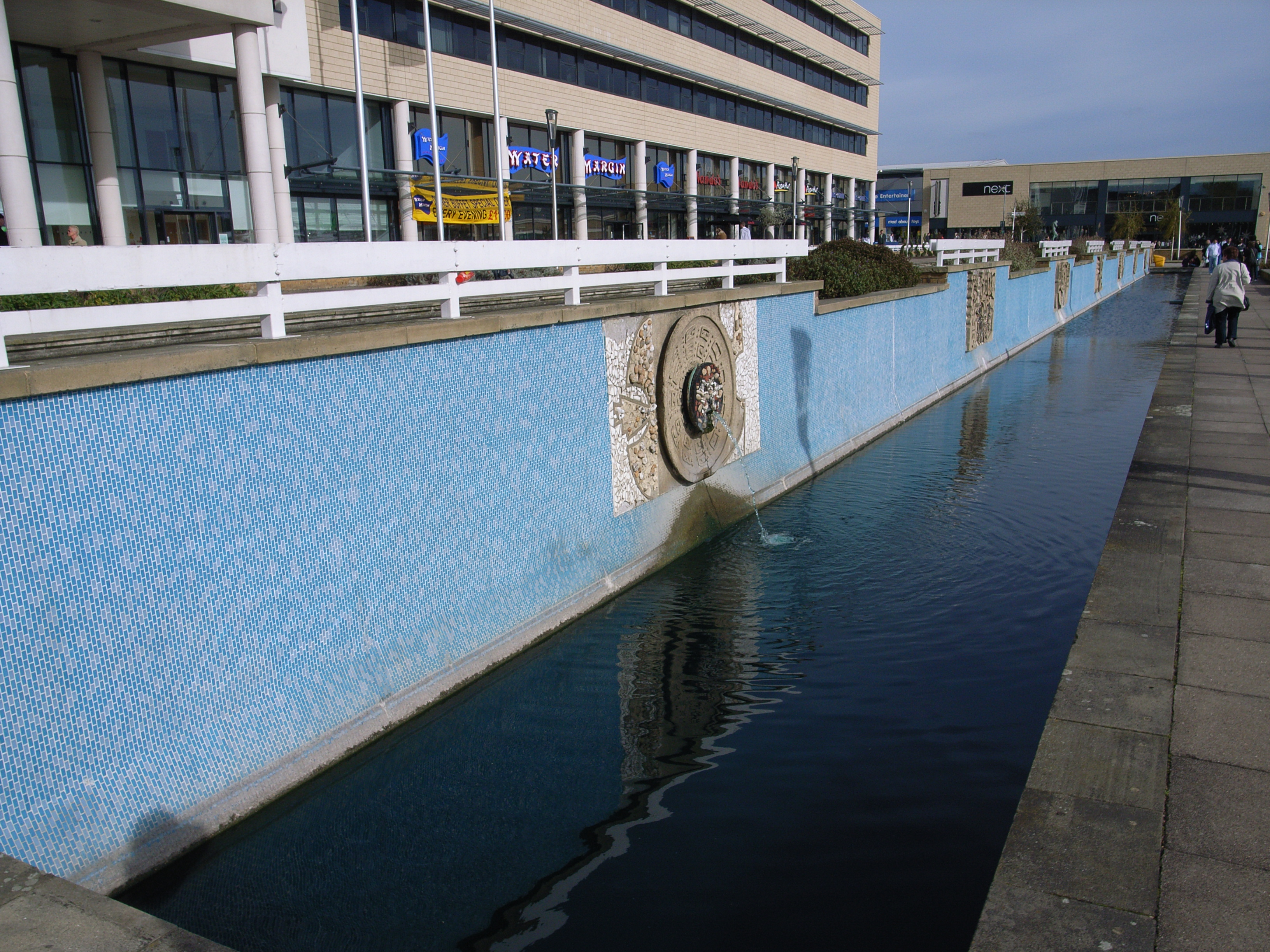
Skulptury Williama Mitchella v Harlow (1960–1963)

William Mitchell (30. dubna 1925 Maida Vale, Londýn – 30. ledna 2020 hrabství Cumbria) byl anglický sochař, umělec a designér. Je znám především jako autor typických betonových soch a uměleckých artefaktů, kterých je možné se dotýkat. Po dlouhých letech opomíjení v jeho vlasti, zapsala organizace English Heritage na seznam památek národního dědictví ke konci roku 2014 deset jeho děl.

## Život
Narodil se v roce 1925 v londýnské čtvrti Maida Vale. V mládí byl vážně nemocen a dlouhý čas trávil v nemocnicích a rehabilitačních zařízeních, čímž zanedbal značnou část vzdělání.
V roce 1938 se stal učněm v londýnské dekoratérské firmě, kde se naučil nejen základům výroby, ale probudil se v něm i zájem o historii a tradici řemesel. Po tříletém působení u Královského námořnictva (Royal Navy) byl vybídnut, aby maloval scény a panoramatické výhledy pro Navy, Army and Air Force Institutes (NAAFI) a podílel se na rekonstrukci a výzdobě jejich klubů a jídelen po celém světě. Potom pracoval jako pojišťovací agent pro pojišťovnu Pearl Insurance Company, aby si z výdělku mohl zaplatit formální umělecké vzdělání, nejprve na Southern College of Art v Portsmouthu a pak na Royal College of Art v Londýně, kde studoval práci se dřevem, kovy a plasty. Získal prestižní ocenění, které mu zajistilo roční postgraduální studium na British School v Římě.
Po návratu z Itálie, kde pracoval v kanceláři společnosti Pininfarina a u architektů Gio Pontiho a Pier Luigi Nerviho se stal asistentem oddělení pro navrhování a výrobu dekorativních děl London County Council Architects Department. To mu umožnilo pracovat s předními staviteli, architekty a inženýry.

## Dílo
V roce 1960 založil vlastní společnost se 40 kvalifikovanými řemeslníky a umělci. Svými realizacemi s „rozpoznatelným stylem“ se stal známým po celé Británii i na mezinárodní úrovni. Jeho práce se objevují na budovách škol, obytných domů, nákupních center, církevních staveb i na veřejných stavbách (podchody, mosty) a stavbách občanské vybavenosti (zahrady, parky).
Mitchellův zájem o experimentování vyústil v širokou škálu projektů, které se lišily jak provedením, tak stylem a které zahrnovaly použití recyklovaných materiálů, např. dřeva a starého nábytku nebo skla k vytvoření mozaiky v betonovém základu, čímž tento stavební materiál povýšil na materiál dekorativní. K tomu účelu vyvinul speciální bednicí formy a začal používat provzdušněný vláknobeton, tzv. Faircrete, vyvinutý Johnem Laingem. Časem si vytvořil, pro svá díla charakteristický, umělecký výraz, nazývaný též „aztécký styl“.
V roce 1980 ho práce zavedla do Kataru, kde projektoval a budoval pro královskou rodinu katarskou zoologickou zahradu a také rozsáhlé nábřežní promenády v Dauhá. Dále pracoval pro BART (Bay Area Rapid Transit) v San Francisku v USA, kde byl zodpovědný za projektování a konstruování dekorativních obložení a sochařských instalací na mnoha stanicích v rámci celého systému. V roce 1980 také navštívil Havaj, kde v Honolulu vytvořil podle vzoru okolí Civic Square.
Velká část pracovních aktivit Williama Mitchela je spojena s vyhlášeným londýnským obchodním domem Harrods, kde působil nejprve jako poradce Mohameda Al-Fayeda v oblasti designu a poté jako umělecký ředitel. Stal se členem několika společností (Design Advisory Board, Hammersmith College of Art, Trent Polytechnic, Formwork Advisory Committee, Concrete Society) a pořádal pravidelné přednášky ve své domovině i v zahraniční, zejména v USA.

### Díla zapsaná na seznam kulturního dědictví
- Harrods, Londýn – interiér Egyptského pokoje, Egyptská hala s eskalátorem a schodiště
- Curzon Cinema, Mayfair, Londýn – nástěnná malba
- průčelí Liverpoolské katedrály
- Clifton Cathedral, Bristol – Křížová cesta[3]
- sochy pro C&CA (Cement and Concrete Association), Wrexham – Corn King a Spring Queen
- City of London Academy, Islington – nástěnná mozaika[4]
- Three Tuns Pub, Coventry – exteriér a interiér
- Civic Water Gardens, Harlow – fontány
- Lee valley Water Company – strukturální nástěnná malba
- Allerton Building Courtyard, Salford – socha Three Totem

### Další realizace (výběr)
- socha The Vortex – ukázka možných povrchových úprav provzdušněného vláknobetonu Faircrete
- Hockley Circus, Birmingham, 1968 – tři stěny podchodu pro pěší pod dálnicí, tvarované různorodým hlubokým reliéfem jsou ukázkou vrcholného brutalismu v betonovém stavitelství[5]
- Kidderminster Ring Road – vysoká opěrná zeď s opakujícími se reliéfy a navrženými vodními kaskádami[6]

## Ocenění
- 2014 Concrete Society Award[7]